# 竹中俊二
竹中 俊二（たけなか しゅんじ、1964年10月23日 - ）は、日本のギタリスト、スタジオ・ミュージシャン、作曲家、編曲家、音楽プロデューサー、サウンドクリエイター。高知県生まれ滋賀県、千葉県育ち。
ジャズ、ロック、R&B、フュージョン、ブラジル、スパニッシュ、ワールドミュージック、オルタナティヴ・ロック、テクノ、現代音楽など、広範囲にわたるジャンルとスタイルでのライブ、レコーディング、作/編曲をライフワークとしている。年間ライブ本数260以上、レコーディング曲数120曲以上をこなす。エレクトリック・ギター、スティール弦アコースティックギター、クラシック・ギター、12弦ギター、マンドリン、ラップスチール、ウクレレ、リゾネーター・ギター、シンセ・ギターなどを使用。 フジゲン、ヤマハ、Klein Electric Guitar、VOX、ローランド、VG Guitar、Dream Catcher Guitar、Xotic、AKG Guitar DV Mark Guitar AMP、Stork Guitart、Yamaoka Guitar、 フェンダー、ギブソン、マーティン、Breed Love、などのギター及びエフェクターを多数使用。

## 経歴
滋賀県にて小学生の頃に実家がジャズ喫茶を経営していた影響により、自然に音楽に興味を持つようになる。兄がセミプロのギタリストだった影響でロック、R&B、ジャズ、フュージョンなどにも興味を持つようになり、雑食系ミュージシャンの基盤を作る。幼少よりピアノのレッスンを受ける。その後、クラシック・ギターを平木勝津夫に、ジャズ・ギターを潮先郁男に師事。ストリングス&ホーンアレンジを独学で学ぶ。多重録音やシンセサイザーも好み、作/編曲、DTMど音楽制作、音楽プロデュースなど、活動の範囲は多岐にわたる。
1993年にR&B, ジャズ・ボーカルのCharitoのバンドマスター&ギタリストを務めアルバム『Love Of My Life』に「Two People In The World」を、アルバム『Forever More』には「Spring Affair」などの自作曲を提供する。 
1994年に福岡イムズジャズコンテストで高瀬龍一とのアグレッシブ・ジャズ・ユニットStarPeopleで自らアレンジしたジャズオリジナル「PootPrints」でグランプリを受賞、CDシングル「FootPrints」を発表する。 
1997年に松葉美保(Vo)とのユニット、MoonHolicでバンダイ・ミュージックエンタテインメントより「月」でCDデビュー。作/編曲、ギターで全面的に参加。2001年には2枚目のアルバム『風』をリリース。 
2000年にボサノヴァの原久美(Vo&Gt)の1枚目のアルバム『緑の島』で音楽プロデュース&ギターでサポート。 
2001年、ジャズ・ファンク・ベーシスト、河原秀夫のアルバム「TasteMyLove」で音楽プロデュース&ギターで参加、自作曲「Yo Brother」を提供。 
1999年よりリーダーバンドTIRONを立ち上げ、松本圭司(Key)コモブチキイチロウ(Ba)岡部洋一(Per)等とともに2001年にCD「TIRON3」を、2002年に「TIRON2」をリリース（全国タワーレコードとITunes Store、WEBで限定販売）。キングレコードよりリリースされた原久美の2ndアルバム「BoaNoticia」より「A SorteSorriu」の編曲を担当。TIRONとしてレコーディングに参加。そしてTIRONは2003年3月には韓国でのCDリリースも果たし、韓国KBSの音楽番組「ラブレター」に出演、メディアでｍｐ取り上げられる。
2004年より高泉淳子の舞台「ア・ラ・カルト_役者と音楽家のいるレストラン」にレギュラー出演。
2007年より草間慎一(Key)、立川智也(Ba)、高田真(Drs)、クリストファー・ハーディ(Perc)等とR&Bを追求するユニット「Periguns」を立ち上げ、2012年にアトス・インターナショナルからライブDVD「Periguns Live lab」を発売。2017年フェアプレイレコードより「Flying Periguns」をリリース。精力的にライブ活動を行っている。
2025年、竹中俊二名義の初のアルバム「Talkin'Guitars」をリリース、全曲オリジナルアレンジ、レコーディング マスタリング全てセルフプロデュースで制作、各メディアで取り上げられ、高評価を得る。
2025 にシンガー伊藤大輔とのユニットThe Sleeping Boosters の1stアルバムtreasureをリリース、ギターとボーカルのシンプルな編成ながら、音楽ジャンルを超越したサウンドに各方面より好評を博す。
2012年、ばんばひろふみの「SACHIKO」のサンバ・バージョンの編曲/サウンドプロデュース。
2021年、鬼怒無月、有田純弘とのアコースティック・ギターユニットFRETLANDでアルバム「VOYAGE」をリリース。
2022年、八神純子「Just Breathe」の編曲/音楽プロデュースを担当。
2025年現在、ライブツアー、スタジオ、作曲/編曲/音楽プロデュース、ライブ、セッションなどで活動。ジャンルやスタイルに捉われない自由な音楽を創造する事を好む。

## 音楽プロデュース/作曲/編曲
- 原久美
  - 緑の島
  - 幸せのソヒーゾ（キングレコード）
- 河原秀夫/TasteMyLove
- 竹中俊二
  - TIRON 2
  - TIRON 3
- 山本加奈子/RapizzaCode
- 松葉美保とMoonHolic/「月」（バンダイ・ミュージックエンタテインメント）「風」
- 松葉美保/ミァ〜オゥ（ユニバーサルミュージック）
- スレイライド/華麗なる逃走（ユニバーサルミュージック）
- Dorlis/You'd be so nice to come home to
- 野宮真貴/Mのブルース（メドレー）
- 皆川純子/Endless Blue
- TOYONO
  - pelican heaven
  - aquarela
  - 黒髪のサンバ（ビクターエンタテインメント）
- 小田切大/PUBLIC
- ギラ・ジルカ
  - All Me
  - Appearance
  - DayDreaming
  - Super Soul Jazz Live!
  - ギラ山ジル子ProjectVol.1&2
  - 50（ユニバーサルミュージック）
  - Super Soul Jazz Vol.1&2
- Periguns/Live Lab[Live DVD]
- ばんばひろふみ/ SACHIKO(Samba Version2012)[2]
- 高田なみ/ Sunlight Shower
- 斉藤由貴/ Star Dust
- 須永辰緒 Sunaga t experience / 「Suomenlinna」On The Other Side
- 八神純子/ Just Breathe（ソニー・ミュージックダイレクト）

2020年より女優歌手の高泉淳子主演脚本の音楽劇「僕のフレンチ」の音楽監督を務める。

## CM製作
- 日本精器 車のファイブワン 長者盛り 他

## 作曲・編曲
- Charito/TwoPeopleInTheWorld,SpringAffair（日本クラウン）
- 河原秀夫/Yo Brother

### TVドラマ音楽
- 「私立探偵 濱マイク」

### ゲームミュージック
- コナミアミューズメント「Beatmania IIDX/AtomicAge」
- 任天堂「太鼓の達人/トルコ行進曲」
- その他多数

## レコーディング
- 平井堅/ゴスペラーズ/工藤静香/中島美嘉/斉藤由貴/和田アキ子/松崎しげる/神野美伽/比屋定篤子/中森明菜/須永辰緒/ばんばひろふみ/八神純子/hiro/清水翔太/TOKU/森昌子/髙橋真梨子/ギラ・ジルカ/馬場俊英/矢幅歩/荒木一郎/Asa Festoon/野崎良太/Jazztronik/ Arvin homa aya/大塚彩子Prismix/遠藤律子with FRV!/Jay/中西俊博/溝口肇/木住野佳子/小原明子/hiron/嶋野百恵/Baby Boo/Legend/Kazami/eiko/Nao/奥山みなこ/akiko/野宮真貴/モーニング娘。/山咲トオル/Dorlis/Hiro:n/Goodlovin/Charito/MALTA/藤原清登/東儀秀樹/渡辺剛VOTOM/キングレコードジャズギター紳士録1・2/JunkyFunk/他
- NHKトゥトゥアンサンブル/街角ドレミ/ドレミファテレビ 他
- この醜くも美しい世界/苺ましまろ/ライオン先生/黄昏流星群〜星のレストラン/名探偵コナン他
- ニッポン放送、J-WAVE（ジングル）
- ナムコ、任天堂 他

## コンサート・ツアー/イベントサポート
- 八神純子/神野美伽/松下奈緒/中西俊博/TOKU/東儀秀樹/高泉淳子/斉藤由貴[3]/Coba/MALTA/Charito/小川美潮/石井竜也/溝口肇/小原明子/Dorlis/荒木一郎/木住野佳子/akiko/Jazztronik/マリーン/Ryu/日野賢二/石井一孝/ジョージ大塚/クリヤ・マコト/青山円形劇場での芝居アラカルト 他

## ミュージックディレクション歴
- Charito/松葉美保とMoonHolic/PowerWave/StarPeople/TIRON/山本加奈子RapizzaCode/小原明子/アラカルト/音楽劇「僕のフレンチ」

## 教則映像DVD
- 『コンテンポラリージャズギタリスト手癖集』アトス・インターナショナル、2000年
- 『ポール・サイモン/アンジー、1曲マスター』アトス・インターナショナル、2003年 (ASIN B002B7DB3S)
- 『エリック・クラプトン/チェンジ ザ ワールド、1曲マスター』アトス・インターナショナル、2003年  (ASIN B002AT3ZQK)
- 『エリック・クラプトン/キートゥ ザ ハイウェイ、1曲マスター』アトス・インターナショナル、2003年 (ASIN B002B7DB3I)
- 『大人のアコースティック・ギター専科 ボサ・ノヴァ・テクニック』アトス・インターナショナル、2003年 (ASIN B002VB3VNE)

## 教則本
- 『3時間で弾けるウクレレ教本』成美堂出版、1999年 (ISBN 978-4415008615)
- 『アコースティックギターで奏でるポップス名曲講座』シンコーミュージック・エンタテイメント、2001年 (ISBN 978-4401770199)

## 教則テレビ
- スカパー!（ミュージック・エア,271ch） アコースティック・ギターで奏でるポップス名曲講座・全13回

## 楽器エンドーサー、モニター
- ヤマハ、ローランド、BOSS、フジゲン、Xotic Guitars、AKG Guitar AMP、Line 6、VOX、コルグ、ZOOM、ゴダン、DV Mark、Shin'sMusic、YAMAOKA GUITAR
- 小柳出電気商会